# League Cup 1981/82
Der League Cup 1981/82 war die 22. Austragung des seit 1960 existierenden englischen League Cup.
Der Wettbewerb startete am 31. August 1981 mit der Ersten Runde und endete am 13. März 1982 mit dem Finale in Wembley. Der Titel ging an den Titelverteidiger FC Liverpool, der die Tottenham Hotspur im Finale mit 3:1 nach Verlängerung bezwang. Liverpool gewann damit zum zweiten Mal nach 1981 den englischen Ligapokal.

## Erste Runde
|                     | Gesamt |                    | Hinspiel | Rückspiel |
| ------------------- | ------ | ------------------ | -------- | --------- |
| Aldershot Town      |        | FC Wimbledon       | 0:0      | 3:1       |
| Bolton Wanderers    |        | Oldham Athletic    | 2:1      | 2:3       |
| AFC Bournemouth     |        | FC Fulham          | 1:1      | 0:2 n. V. |
| Bradford City       |        | FC Blackpool       | 3:1      | 0:0       |
| Bristol City        |        | FC Walsall         | 2:0      | 0:1       |
| FC Bury             |        | Carlisle United    | 3:3      | 1:1 n. V. |
| Cardiff City        |        | Exeter City        | 2:1      | 1:3 n. V. |
| Chester City        |        | Plymouth Argyle    | 1:1      | 0:1       |
| Colchester United   |        | FC Gillingham      | 2:0      | 1:1       |
| Crewe Alexandra     |        | Bristol Rovers     | 1:1      | 0:1 n. V. |
| FC Darlington       |        | Rotherham United   | 1:3      | 1:2       |
| Doncaster Rovers    |        | FC Chesterfield    | 0:0      | 1:1       |
| Halifax Town        |        | Preston North End  | 1:2      | 0:0       |
| Hereford United     |        | FC Port Vale       | 1:1      | 0:2       |
| Huddersfield Town   |        | AFC Rochdale       | 3:1      | 4:2       |
| Lincoln City F.C.   |        | Hull City          | 3:0      | 1:1       |
| Northampton Town    |        | Hartlepool United  | 2:0      | 1:2       |
| Leyton Orient       |        | FC Millwall        | 1:1      | 2:3       |
| Oxford United       |        | FC Brentford       | 1:0      | 2:0       |
| Peterborough United |        | FC Barnsley        | 2:3      | 0:6       |
| FC Reading          |        | Charlton Athletic  | 2:2      | 1:3 n. V. |
| Scunthorpe United   |        | Mansfield Town     | 0:0      | 0:2       |
| Sheffield United    |        | York City          | 1:0      | 1:1       |
| Southend United     |        | FC Portsmouth      | 0:0      | 1:4       |
| Torquay United      |        | AFC Newport County | 2:3      | 0:0       |
| Tranmere Rovers     |        | FC Burnley         | 4:2      | 3:3       |
| Wigan Athletic      |        | Stockport County   | 3:0      | 2:1       |
| AFC Wrexham         |        | Swindon Town       | 3:2      | 2:0       |

## Zweite Runde
|                     | Gesamt          |                         | Hinspiel | Rückspiel |
| ------------------- | --------------- | ----------------------- | -------- | --------- |
| Aldershot Town      | 2:3             | Wigan Athletic          | 2:2      | 0:1       |
| Aston Villa         | 5:3             | Wolverhampton Wanderers | 3:2      | 2:1       |
| FC Barnsley         | 4:3             | Swansea City            | 2:0      | 2:3 n. V. |
| Birmingham City     | 3:5             | Nottingham Forest       | 2:3      | 1:2       |
| Blackburn Rovers    | 3:2             | Sheffield Wednesday     | 1:1      | 2:1       |
| Bradford City       | 5:4             | Mansfield Town          | 3:4      | 2:0       |
| Bristol Rovers      | 2:5             | Northampton Town        | 1:2      | 1:3       |
| Carlisle United     | 1:2             | Bristol City            | 0:0      | 1:2       |
| Colchester United   | 5:4             | Cambridge United        | 3:1      | 2:3 n. V. |
| Derby County        | 2:5             | West Ham United         | 2:3      | 0:2       |
| Doncaster Rovers    | 1:2             | Crystal Palace          | 1:0      | 0:2       |
| FC Everton          | 2:1             | Coventry City           | 1:1      | 1:0       |
| Grimsby Town        | 2:3             | FC Watford              | 1:0      | 1:3       |
| Huddersfield Town   | 1:2             | Brighton & Hove Albion  | 1:0      | 0:2       |
| Leeds United        | 0:4             | Ipswich Town            | 0:1      | 0:3       |
| Lincoln City F.C.   | 4:3             | Notts County            | 1:1      | 3:2       |
| FC Liverpool        | 11:00           | Exeter City             | 5:0      | 6:0       |
| Luton Town          | 1:2             | AFC Wrexham             | 0:2      | 1:0       |
| Manchester City     | 2:2 (9:8 i. E.) | Stoke City              | 2:0      | 0:2 n. V. |
| FC Middlesbrough    | 2:1             | Plymouth Argyle         | 2:1      | 0:0       |
| FC Millwall         | 3:4             | Oxford United           | 3:3      | 0:1       |
| Newcastle United    | 1:4             | FC Fulham               | 1:2      | 0:2       |
| Norwich City        | 2:0             | Charlton Athletic       | 1:0      | 1:0       |
| Oldham Athletic     | 1:0             | AFC Newport County      | 1:0      | 0:0       |
| Preston North End   | 1:4             | Leicester City          | 1:0      | 0:4       |
| Queens Park Rangers | 7:2             | FC Portsmouth           | 5:0      | 2:2       |
| Sheffield United    | 1:2             | FC Arsenal              | 1:0      | 0:2 n. V. |
| Shrewsbury Town     | 4:5             | West Bromwich Albion    | 3:3      | 1:2       |
| FC Southampton      | 2:3             | FC Chelsea              | 1:1      | 1:2 n. V. |
| FC Sunderland       | 5:3             | Rotherham United        | 2:0      | 3:3       |
| Tottenham Hotspur   | 2:0             | Manchester United       | 1:0      | 1:0       |
| Tranmere Rovers     | 4:1             | FC Port Vale            | 2:0      | 2:1       |

## Dritte Runde
|                     | Ergebnis |                        |
| ------------------- | -------- | ---------------------- |
| FC Arsenal          | 1:0      | Norwich City           |
| FC Barnsley         | 4:1      | Brighton & Hove Albion |
| Blackburn Rovers    | 0:1      | Nottingham Forest      |
| FC Everton          | 1:0      | Oxford United          |
| Ipswich Town        | 1:1      | Bradford City          |
| Leicester City      | 0:0      | Aston Villa            |
| FC Liverpool        | 4:1      | FC Middlesbrough       |
| Manchester City     | 3:1      | Northampton Town       |
| Oldham Athletic     | 1:1      | FC Fulham              |
| Queens Park Rangers | 3:0      | Bristol City           |
| FC Sunderland       | 0:1      | Crystal Palace         |
| Tottenham Hotspur   | 2:0      | AFC Wrexham            |
| Tranmere Rovers     | 1:0      | Colchester United      |
| FC Watford          | 2:2      | Lincoln City F.C.      |
| West Ham United     | 2:2      | West Bromwich Albion   |
| Wigan Athletic      | 4:2      | FC Chelsea             |

### Wiederholungsspiele
|                      | Ergebnis  |                 |
| -------------------- | --------- | --------------- |
| Bradford City        | 2:3 n. V. | Ipswich Town    |
| Aston Villa          | 2:0       | Leicester City  |
| FC Fulham            | 3:0       | Oldham Athletic |
| Lincoln City F.C.    | 2:3       | FC Watford      |
| West Bromwich Albion | 1:1 n. V. | West Ham United |

### 2. Wiederholungsspiel
|                 | Ergebnis |                      |
| --------------- | -------- | -------------------- |
| West Ham United | 0:1      | West Bromwich Albion |

## Vierte Runde
|                   | Ergebnis |                      |
| ----------------- | -------- | -------------------- |
| FC Arsenal        | 0:0      | FC Liverpool         |
| FC Barnsley       | 1:0      | Manchester City      |
| Crystal Palace    | 1:3      | West Bromwich Albion |
| FC Everton        | 2:3      | Ipswich Town         |
| Nottingham Forest | 2:0      | Tranmere Rovers      |
| Tottenham Hotspur | 1:0      | FC Fulham            |
| FC Watford        | 4:1      | Queens Park Rangers  |
| Wigan Athletic    | 1:2      | Aston Villa          |

### Wiederholungsspiele
|              | Ergebnis  |            |
| ------------ | --------- | ---------- |
| FC Liverpool | 3:0 n. V. | FC Arsenal |

## Fünfte Runde
|                   | Ergebnis |                      |
| ----------------- | -------- | -------------------- |
| Aston Villa       | 0:1      | West Bromwich Albion |
| Ipswich Town      | 2:1      | FC Watford           |
| FC Liverpool      | 0:0      | FC Barnsley          |
| Tottenham Hotspur | 1:0      | Nottingham Forest    |

### Wiederholungsspiele
|             | Ergebnis |              |
| ----------- | -------- | ------------ |
| FC Barnsley | 1:3      | FC Liverpool |

## Halbfinale
|                      | Gesamt |                   | Hinspiel | Rückspiel |
| -------------------- | ------ | ----------------- | -------- | --------- |
| Ipswich Town         | 2:4    | FC Liverpool      | 0:2      | 2:2       |
| West Bromwich Albion | 0:1    | Tottenham Hotspur | 0:0      | 0:1       |

## Finale
| FC Liverpool                               | FC Liverpool | Tottenham Hotspur | Tottenham Hotspur |
| ------------------------------------------ | --- | --- | ----------------- |
| FC Liverpool                               | \| Sonntag, 13. März 1982 in London (Wembley) \| \| Ergebnis: 3:1 n. V. (1:1, 0:1) \| \| Zuschauer: 100.000 \| \| Schiedsrichter: Clive Thomas \|                                                              | \| Sonntag, 13. März 1982 in London (Wembley) \| \| Ergebnis: 3:1 n. V. (1:1, 0:1) \| \| Zuschauer: 100.000 \| \| Schiedsrichter: Clive Thomas \|                                                               | Tottenham Hotspur |
| FC Liverpool                               | Bruce Grobbelaar – Phil Neal, Alan Kennedy, Phil Thompson, Mark Lawrenson – Ronnie Whelan, Sammy Lee, Graeme Souness , Terry McDermott (76. David Johnson) – Kenny Dalglish, Ian Rush Cheftrainer: Bob Paisley | Ray Clemence – Steve Perryman , Chris Hughton, Paul Miller, Paul Price – Micky Hazard (Ricardo Villa), Osvaldo Ardiles, Glenn Hoddle, Tony Galvin – Steve Archibald, Garth Crooks Cheftrainer: Keith Burkinshaw | Tottenham Hotspur |
| FC Liverpool                               | 1:1 Ronnie Whelan (87.) 2:1 Ronnie Whelan (111.) 3:1 Ian Rush (119.) | 0:1 Steve Archibald (11.) | Tottenham Hotspur |
| Sonntag, 13. März 1982 in London (Wembley) | | |                   |
| Ergebnis: 3:1 n. V. (1:1, 0:1)             | | |                   |
| Zuschauer: 100.000                         | | |                   |
| Schiedsrichter: Clive Thomas               | | |                   |